# Vương quốc Lào
Vương quốc Lào (tiếng Lào: ພຣະຣາຊອານາຈັກລາວ / Phra Ratxa A-na-chak Lao, tiếng Pháp: Royaume du Laos) là một chính thể quốc gia tồn tại từ năm 1947 cho đến khi giải thể để thay thế bằng Cộng hòa Dân chủ Nhân dân Lào vào tháng 12 năm 1975.

## Giai đoạn 1947 - 1954
Vương quốc Lào được tuyên bố chính thức khi Hiến pháp mới được ban hành vào năm 1947, Hiến pháp này tuyên bố Lào thuộc Liên hiệp Pháp; tới năm 1949, Lào được trao thêm quyền tự trị nhưng vẫn tiếp tục nằm trong Liên bang Đông Dương thuộc Pháp. Vào năm 1953, Hiệp ước hữu nghị và hợp tác Pháp-Lào được ký kết, theo đó Lào là một thành viên độc lập của Liên hiệp Pháp. Chính phủ Hoàng gia Lào nắm quyền kiểm soát đất nước. Hiệp ước thành lập một chế độ quân chủ lập hiến, với Sisavang Vong làm Vua và Hoàng thân Souvanna Phouma là Thủ tướng Chính phủ. Luang Phrabang là thủ đô. Hiệp ước hữu nghị và hợp tác Pháp-Lào ký ngày 22 tháng 10 năm 1953 đã thiết lập Lào là một thành viên độc lập thuộc Liên hiệp Pháp. Với Hiệp định Genève, sau khi Pháp rút khỏi Đông Dương sau cuộc Chiến tranh Đông Dương lần thứ nhất, Lào đã được trao trả độc lập năm 1954.

### Danh sách Cao ủy Pháp tại Lào
1. Jean de Raymond (1907 - 1951): Tháng 4 năm 1946 - tháng 7 năm 1947
2. Maurice Marie Auguste Michaudel (1901 - 1975) (Tạm thời): Tháng 7 năm 1947 - Tháng 3 năm 1948
3. Alfred Valmary (tạm thời) (1901 - 1970): Tháng 3 năm 1948 - tháng 12 năm 1949
4. Robert Regnier: Tháng 12 năm 1949 - tháng 4 năm 1953
5. Miguel de Pereyra: Tháng 4 năm 1953 - Tháng 1 năm 1954

## Giai đoạn 1954 - 1975
Hiệp định Genève 1954 về lập lại hòa bình ở Đông Dương thiết lập một nước Lào trung lập. Theo đó, lực lượng kháng chiến giành được hai tỉnh Hủa Phăn và Phongsaly làm chỗ tập kết chuẩn bị cho bầu cử tự do thống nhất theo Hiệp nghị Genève. Tuy nhiên, Quân đội Nhân dân Việt Nam ủng hộ quân Pathet Lào và sử dụng một dải đất thuộc dãy Trường Sơn trên lãnh thổ Lào theo thỏa thuận với Pathet Lào để hình thành nên đường mòn Hồ Chí Minh. Hoa Kỳ đã nỗ lực ngăn chặn con đường này và CIA đã huấn luyện cho khoảng 3.000 quân chủ yếu là người Hmông và Khmer do tướng Vàng Pao lãnh đạo. Quân đội Mỹ, Việt Nam Cộng hòa và Thái Lan đã giúp chính phủ hoàng gia Lào chống lại Pathet Lào, Quân đội Nhân dân Việt Nam và Mặt trận Dân tộc Giải phóng miền Nam Việt Nam.
Theo đánh giá của William Colby: ...tham vọng của Đảng Cộng sản Đông Dương không ngừng lại ở Nam Việt Nam. Do vùng núi của Lào kề bên thung lũng sông Hồng nên các nhà lãnh đạo Việt Nam Dân chủ Cộng hòa muốn có một sự đảm bảo an ninh tại đây, thứ nữa là Lào và Việt Nam đều thuộc Đông Dương nên các lãnh đạo Việt Nam Dân chủ Cộng hòa cũng muốn thiết lập sự ảnh hưởng của mình đối với Lào...
Đã có nhiều nỗ lực thành lập chính phủ liên hiệp. Một Chính phủ đoàn kết dân tộc thành lập vào năm 1958 dưới sự lãnh đạo của Souvanna Phouma, nhưng chỉ tồn tại vài tháng. Thủ tướng Souvanna Phouma, theo hiến pháp là người có quyền bổ nhiệm các Bộ trưởng của mình và phải nghe lời nhà vua, đã thỏa hiệp với anh trai mình là Hoàng thân Souphanouvong, theo đó Souvanna Phouma cho những người Cộng sản hai ghế trong nội các, và ngược lại sẽ nhận 1500 quân trong số 6000 quân Cộng sản của Souphanouvong vào quân đội hoàng gia. Bản thân Souphanouvong được bổ nhiệm vị trí Bộ trưởng Bộ Quy hoạch, Tái thiết và Công chính. Một đồng chí của Souphanouvong giữ vị trí Bộ trưởng Bộ Tôn giáo và Nghệ thuật.

### Quốc phòng
Quân đội Hoàng gia Lào chia làm ba quân chủng và 5 quân khu. Ba quân chủng gồm có Lục quân Hoàng gia Lào, Thủy quân Hoàng gia Lào và Không quân Hoàng gia Lào - tất cả đặt dưới sự chỉ huy của Bộ quốc phòng ở Viêng Chăn. Quân đội Lào cũng được Hoa Kỳ viện trợ tới 26 tàu tuần tiễu trên sông và 16 thủy phi cơ. Ngoài ra, Lào còn được một khoản tới 500.000.000 USD tiền viện trợ quân sự.

### Đối ngoại
Trước năm 1964, Vương quốc Lào có quan hệ ngoại giao với cả Việt Nam Dân chủ Cộng hòa và Việt Nam Cộng hòa. Sau cuộc đảo chính ngày 19 tháng 4 năm 1964 của phe hữu được Mỹ ủng hộ dẫn đến sự sụp đổ của Chính phủ liên hiệp, Vương quốc Lào ủng hộ Hoa Kỳ trong Chiến tranh Việt Nam và Hoa Kỳ cũng trợ giúp Lào trong Nội chiến Lào chống lại Pathet Lào và Việt Nam Dân chủ Cộng hòa. Lào cũng được hậu thuẫn bởi Pháp, Úc, Miến Điện, Thái Lan và Nhật Bản.

## Cáo chung
Lào độc lập năm 1945, với Lào Issara lãnh đạo. Pháp quay lại chiếm Lào và Lào Issara giải thể. Một số lãnh đạo Lào Issara chấp thuận đề xuất nhượng bộ của Pháp biến Lào thành một nền quân chủ lập hiến thuộc Liên hiệp Pháp, một số khác thành lập Neo Lào Issara do những người cộng sản làm nòng cốt tiếp tục hoạt động chống Pháp. Sau Hiệp định Genève, 1954, Lào hoàn toàn độc lập. Nội chiến Lào được xem là bùng nổ vào năm 1954, tuy nhiên cuộc chiến này không liên tục , có thời gian ngưng chiến, và chỉ liên tục từ năm 1964 đến 1973 là năm Hiệp định Viêng Chăn được ký kết. Đây là cuộc chiến nối tiếp cuộc chiến sau năm 1945.
Sau năm 1954, ngay khi chiến tranh thật sự bùng nổ (1958) Pathet Lào đã có được sự giúp đỡ của Việt Nam Dân chủ Cộng hòa. Càng về sau, sự giúp đỡ này ngày càng tăng. Chính vì thế từ năm 1962 đây là cuộc chiến giữa lực lượng Pathet Lào được Việt Nam Dân chủ Cộng hòa hỗ trợ và chính phủ hoàng gia Lào được Mỹ bảo trợ. Sự tham gia của các lực lượng quân đội của Việt Nam Dân chủ Cộng hòa, Mỹ và Việt Nam Cộng hòa trong cuộc chiến này nhằm mục tiêu giành quyền kiểm soát dải đất hẹp trên lãnh thổ Lào mà quân đội Việt Nam Dân chủ Cộng hòa dùng làm khu vực hành lang tiếp viện cho quân giải phóng miền Nam. Quân Pathet Lào đã chiến thắng năm 1975 cùng với chiến thắng của phe Cộng sản ở Đông Dương trong năm đó. Pathet Lào đã lập nên Cộng hòa Dân chủ Nhân dân Lào.